# Bayfront Park
Mit Bayfront Park Circuit oder auch Bicentennial Park Circuit wird eine Reihe von zeitlich aufeinander folgenden Motorsport-Rennstrecken in der US-amerikanischen Metropole Miami im Bundesstaat Florida bezeichnet, die von 1983 bis 2003 und anschließend einmalig 2015 für diverse Motorsportveranstaltungen am Uferstreifen von Downtown Miami eingerichtet wurde.
Der temporäre Stadtkurs in einem Vergnügungspark an der Lagunenküste Miamis wurde u. a. für Rennveranstaltungen zur IMSA-Sportwagen-Meisterschaft, der Champ-Car-Serie und zur American Le Mans Series (ALMS) genutzt.

## Geschichte
Erste Stadtrennen in Miami fanden 1983 auf Initiative des Veranstalters Ralph Sanchez statt der die IMSA-Sportwagenserie zu einer Veranstaltung nach Florida holte. Die erste Strecke verlief auf dem Biscayne Boulevard und umfasste Teile des Bayfront Park, der Hafenseite und einen eigens angelegten Abschnitt. Die Strecke wurde bis 1985 3 mal benutzt.
Von 1986 bis 1995 verlagerte man die Strecke auf den eigens angelegten Abschnitt der erweitert wurde und als Bicentennial Park Rennen zur IMSA-GTP-Serie, 1994 ein Trans-Am-Rennen und 1995 ein Rennen zur Champ-Car-Serie ausrichtete.
Nach 1995 wurden die Champ-Car-Rennen zunächst auf den ebenfalls von Sanchez gebauten Homestead-Miami Speedway verlagert. Die Strecke des Bicentennial Parks wurde mit der American Airlines Arena, dem Stammstadion des Basketballteams Miami Heat, und ab 2012 mit dem Science and Art Museum überbaut.
2002 und 2003 kehrte die Champ-Car-Serie als gemeinsame Veranstaltung mit der American Le Mans Series unter einem neuen Veranstalter nach Miami zurück. Der nun Bayfront Park genannte Kurs nutzte Teile der ursprünglichen Strecke von 1983 entlang des Biscayne Boulevards, wurde aber wegen seines langsamen Layouts, dem niedrigen Grip und des aufbrechenden Streckenbelages kritisiert. Für die Ausgabe 2003 wurde der Kurs auf 1,853 km Länge verkürzt.
2015 kehrte der Motorsport nach Miami für eine Runde der Auftaktsaison Formel E zurück. Die örtlich auf dem Gelände des überbauten Bicentennial Parks gelegene Formel-E-Rennstrecke Miami wurde allerdings nur für ein Rennen benutzt.

## Streckenbeschreibung
Die Streckenlänge hatte eine Länge von 2,478 Kilometer (1,540 Meilen) und wurde entgegen dem Uhrzeigersinn befahren. Durch die enge Streckenführung und die unterschiedlichen Straßenbeläge galt die Strecke als sehr anspruchsvoll.

## Sieger des Grand Prix of the Americas

### ALMS
- 2002 Frank Biela und Emanuele Pirro, Audi R8
- 2003 Johnny Herbert und JJ Lehto, Audi R8

### Champ Car
- 2002 Cristiano da Matta, Lola-Toyota
- 2003 Mario Domínguez, Lola-Ford